# Duvel

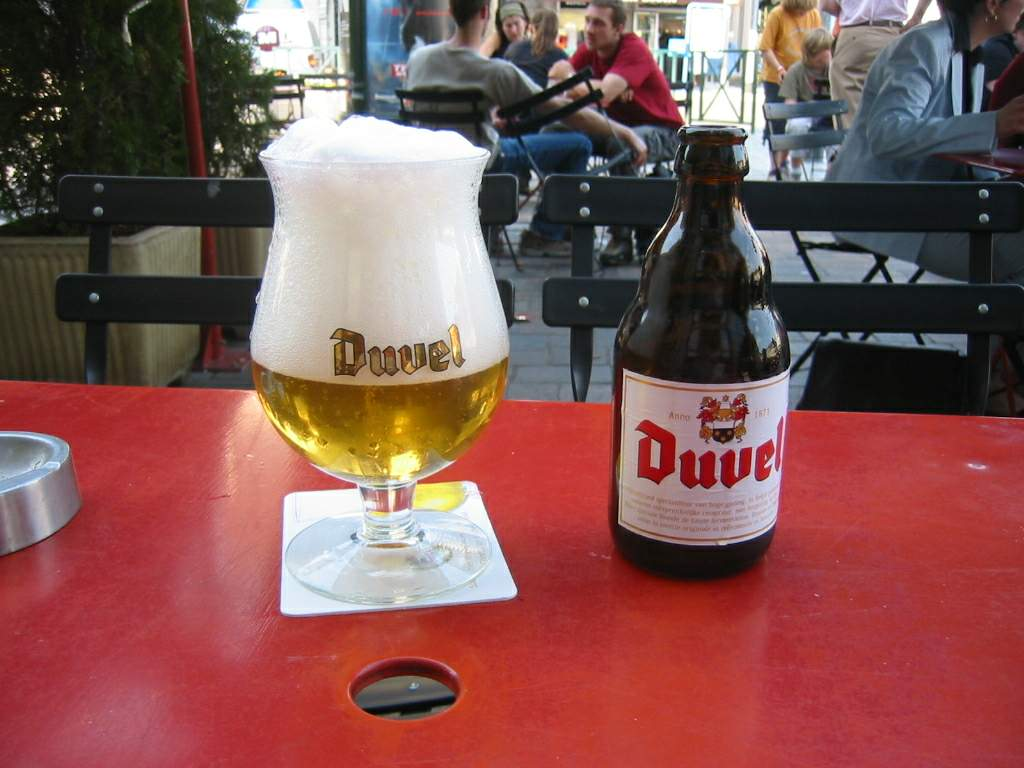
Duvel-Glas und Flasche

Duvel ist ein obergäriges helles Starkbier aus Belgien. Es kam erstmals 1918 auf den Markt und erhielt 1923 seinen Namen.

## Vorgeschichte
Im Jahr 1871 gründete Jan-Leonard Moortgat, der aus einer Brauerfamilie aus Steenhuffel stammte, mit seiner Frau Maria De Block eine Bauernbrauerei, die den Namen Moortgat erhielt. In der zweiten Hälfte des 19. Jahrhunderts gab es in Belgien bereits rund 4000 kleine Familienbrauereien, die Konkurrenz war also groß. Moortgat braute obergäriges Bier und verkaufte es unter der Bezeichnung Stavelot. Er konnte eine Stammkundschaft aufbauen, die weit über seinen Heimatort hinausreichte, sogar bis nach Brüssel. Zusätzlich eröffnete die Brauerfamilie noch um 1900 in Laeken, damals eine selbstständige Ortschaft, eine Filiale.

## Ein Siegesbier erhält einen Namen
Während des Ersten Weltkriegs lernte Moortgat das britische Ale kennen und beschloss, etwas Ähnliches in seiner Brauerei zu produzieren. Wichtig war ihm, dafür Originalbierhefe einzusetzen. Zur Beschaffung reiste der Brauer also nach Schottland, doch er stieß auf starken Widerstand der einheimischen Bierbrauer, die wahrscheinlich Konkurrenz fürchteten. Mit großer Mühe gelang es ihm, in einer kleinen Brauerei einen entsprechenden Hefestamm zu erwerben. Als er sein erstes neues Bier fertig hatte, war gerade der Erste Weltkrieg zu Ende gegangen, so beschloss Albert Moortgat 1918 zur Feier des Kriegsendes sein Bier Victory Ale („Bier des Sieges“) zu nennen. Im Jahr 1923 nannte ein Freund des Braumeisters dieses Bier in Anspielung an den hohen Alkoholgehalt (8,5 %) nen echten Duvel („einen echten Teufel“), womit der Name Duvel geboren war. In der Folge entstanden sowohl in Belgien (Judas, Satan, Lucifer) als auch in Frankreich (Belzébuth, Bière du Démon) Biersorten, die sich ebenfalls dieser Analogie bedienten. Der Name des belgischen Ales wurde in den Namen der Brauerei eingefügt.

## Weitere Entwicklung
Seit 1963 wird Duvel von der Brauerei Moortgat an ihrem neuen Standort in Breendonk, Belgien gebraut. Maredsous und Vedett sind weitere Marken dieser Brauerei.
Seit Herbst 2007 wird das Sortiment durch das Duvel Triple Houblon vervollständigt, welches allerdings nur in sehr begrenzter Menge von 165 hl (22.000 Flaschen) verfügbar ist.
Das Sortiment erweitern seit einiger Zeit noch das Duvel Tripel Hop Citra sowie die jüngste Kreation, das Duvel Tripel Hop Cashmere. Ersteres beinhaltet neben den traditionellen Duvel-Hopfensorten noch Citra-, letzteres eine Mischung aus Cascade- und Northern-Brewer-Hopfen. Alle Flaschen haben die Steinieform, umgangssprachlich oft als Maurerbombe bezeichnet. 
Genossen wird Duvel charakteristischerweise im Goblet (dt. ‚Kelch‘, ‚Becher‘, ‚Pokal‘), einem sehr flachen und breiten Glas.